# Deocleciano Barbosa de Castro
Deocleciano Barbosa de Castro (Salvador, Bahia, 15 de outubro de 1874 - 20 de julho de 1940) foi cofundador do Instituto Senhor do Bonfim, que anos mais tarde receberia seu nome em homenagem. Professor vindo da Escola Normal da Bahia em Salvador, Deocleciano Barbosa chegou nas terras da Chapada Diamantina em janeiro de 1936, em resposta a um convite feito por um amigo comerciante Adonel Moreira de Freitas que se tornaria então o primeiro diretor da instituição.

## Fundação do Instituto
No dia 04 de fevereiro de 1939, se iniciam as atividades do novo Instituto Senhor do Bonfim, com um discurso do diretor e proprietário, Deocleciano, e de alguns professores e alunos. O Instituto se instala em Jacobina em um momento histórico em que a antes uma vila, passava por uma reestruturação e agora já reconhecida como uma cidade, coincidindo com o desenvolvimento econômico e político da microrregião. Nesse cenário é implementado o projeto de criação da Escola Normal da cidade para atender a educação de seus moradores.
Em ofício datado de 04 de fevereiro de 1939, (encontrado atualmente no Arquivo do CEDBC)  Francisco Hermano Santana, Diretor Geral em Senhor do Bonfim, comunicava ao professor Gilberto Caribé, Fiscal Estadual do Colégio Senhor do Bonfim, que por ordem do  Secretário de Educação e Saúde foi concedida a transferência do referido colégio para a cidade de Jacobina. Este novo colégio e o seu regimento interno seguiriam normas semelhantes à Escola Normal de Caetité, a primeira e já uma famosa escola do interior baiano.

## Falecimento
Deocleciano faleceu repentinamente no dia 20 de julho de 1940, com a morte de Deocleciano, Isaías Alves, Secretário da Educação mandou fechar o Colégio por falta de quem o dirigisse, pois sua viúva pretendia voltar para Salvador, conforme aconteceu. Em 1954, a partir da encampação do Instituto Senhor do Bonfim ao Estado, foi fundado o Ginásio Estadual Deocleciano Barbosa de Castro, que leva o nome do professor em reconhecimento por seu trabalho na formação de professores. Posteriormente a instituição passa ser denominada Centro Educacional Deocleciano Barbosa de Castro.